# Gifu-Seiryū-Halbmarathon
Der Gifu-Seiryū-Halbmarathon (jap. 高橋尚子杯ぎふ清流ハーフマラソン, Takahashi Naoko Hai Gifu Seiryū hāfumarason) ist ein Halbmarathon, der seit 2011 in Gifu (Japan) stattfindet. Den Beinamen Naoko Takahashi Cup trägt er nach der in diesem Ort geborenen Marathon-Olympiasiegerin Naoko Takahashi.

## Strecke
Start und Ziel ist im Nagaragawa-Stadion, in dem der FC Gifu seine Spiele austrägt. Auf dem ersten Drittel des Kurses wird eine Wendepunktstrecke gelaufen, die über den Nagara-Fluss nach Süden ins Stadtzentrum führt und am Bahnhof kehrtmacht. Auf dem Rückweg biegt man am Nagara ab und folgt dem Strom auf dessen rechten Ufer sechs Kilometer flussaufwärts. Über die Chidori-Brücke gelangt man auf das andere Flussufer, dem man zum Ausgangspunkt der Strecke folgt. Auf die Streckenführung entlang des Flusses weist der Namensbestandteil seiryū für „klarer Strom“ hin.

## Statistik

### Streckenrekorde
- Männer: 1:00:02 h, Bedan Karoki (KEN), 2014
- Frauen: 1:06:06 h, Ruth Chepngetich (KEN), 2019

### Siegerliste
| Datum         | Männer                     | Nation  | Zeit    | Frauen              | Nation    | Zeit    |
| ------------- | -------------------------- | ------- | ------- | ------------------- | --------- | ------- |
| 24. Apr. 2022 |                            |         |         |                     |           |         |
| 28. Apr. 2019 | Amos Kurgat                | Kenia   | 1:00:34 | Ruth Chepngetich    | Kenia     | 1:06:06 |
| 22. Apr. 2018 | Nicholas Mboroto Kosimbei  | Kenia   | 1:01:12 | Degitu Azimeraw     | Äthiopien | 1:09:53 |
| 23. Apr. 2017 | Alexander Mutiso Munyao    | Kenia   | 1:00:57 | Joyciline Jepkosgei | Kenia     | 1:07:44 |
| 15. Mai 2016  | Patrick Mwaka              | Kenia   | 1:01:51 | Eunice Kirwa -2-    | Bahrain   | 1:08:55 |
| 17. Mai 2015  | James Rungaru              | Kenia   | 1:02:21 | Eunice Kirwa        | Bahrain   | 1:09:37 |
| 18. Mai 2014  | Bedan Karoki               | Kenia   | 1:00:02 | Visiline Jepkesho   | Kenia     | 1:10:53 |
| 19. Mai 2013  | Zersenay Tadese            | Eritrea | 1:00:31 | Mestawet Tufa       | Äthiopien | 1:10:03 |
| 20. Mai 2012  | Martin Irungu Mathathi -2- | Kenia   | 1:01:29 | René Kalmer         | Südafrika | 1:13:02 |
| 15. Mai 2011  | Martin Irungu Mathathi     | Kenia   | 1:00:47 | Mao Kuroda          | Japan     | 1:13:45 |